# يونس الخضير
يونس أحمد الخضير لاعب كرة قدم سعودي يلعب في نادي البكيرية كحارس مرمى.